# Henryhowella parthenopea
Henryhowella parthenopea is een mosselkreeftjessoort uit de familie van de Trachyleberididae. De wetenschappelijke naam van de soort is voor het eerst geldig gepubliceerd in 1999 door Bonaduce, Barra & Aiello.